# Хансын
Хансын — хребет, относится к системе Западного Саяна. Наибольшая абсолютная высота 2188 м, протяженность с 3. на В. 30 км (между 52°29' с.ш., 89°11' в.д. и 52°39' с.ш., 89°32' в.д.) на С.-З. от пос. Малый Анзас, напротив устья р. Матур (Таштыпский район Хакасии). Водораздел бассейна pp. Абакан и Она.
Покрыт горной тайгой, субальпийскими и альпийскими лугами и высокогорными тундрами.